# عشرلسل

تعديل مصدري - تعديل

عشرلسل هي إحدى قرى عزلة سرار بمديرية سرار التابعة لمحافظة أبين، بلغ تعداد سكانها 44 نسمة حسب تعداد اليمن لعام 2004.